# Diccionario SMS
El Diccionario SMS es un diccionario creado por iniciativa de la Asociación de Usuarios de Internet (AUI) con el objetivo de reflejar el nuevo lenguaje chat surgido del uso en los mensajes de telefonía móvil, denominados servicio de mensajes simples o SMS.
Varias operadoras de telefonía móvil en España, han presentado el proyecto de un nuevo diccionario SMS que tendrá por nombre "Hexo x ti y xa ti", orientado a los jóvenes, aunque con muchas críticas por el fomento del mal uso del idioma.[cita requerida]

## Descripción
El diccionario explica los nuevos términos surgidos del lenguaje virtual y su significado. El nuevo lenguaje consta de una ortografía propia y se permitirán licencias como la ausencia de la «h» en tiempos compuestos, la supresión de comas, acentos y vocales.
El nuevo lenguaje virtual incluye términos escritos en español, en catalán, gallego y euskera. Una de sus funciones será que la gente aprenda a entender esta nueva forma de comunicación. Ya que los jóvenes son los principales creadores y conocedores del nuevo lenguaje, que produce la distinción del individuo por grupos y colectivos, pero los más mayores no están familiarizados con su funcionamiento.
Se empieza a conocer esta particular forma de transmisión de información como la "comunicación del milenio" ya que hace tiempo que estamos asistiendo a la sustitución de modos de comunicación como la carta por otros relacionados con las nuevas tecnologías (correo electrónico, mensajería instantánea, chat, SMS) que nos facilitan el trabajo y se caracterizan por la rapidez.

## Escritura
Aparte de la utilización de abreviaturas para la escritura de palabras, también es característico el uso de símbolos, como por ejemplo:
|  | - = igual - + más - menos - +a masa - a2 adiós - ad+ además - ak acá - bn bien - bno bueno - grax gracias - k que - knto cuanto - m da = me da igual | - nd nada - ns vms dsps nos vemos después - ns vms mñn nos vemos mañana - ntc no te creas - ntp no te preocupes - ntr no te ralles - pa para - ppio principio - q que - qndo cuando - salu2 saludos - 100pre siempre - stoi estoy | - tkm te quiero mucho - tmb, tb también - tp tampoco - way guay - wenas buenas - x por; beso - xlo- por lo menos - xo pero - xoxo abrazos y besos - xq? ¿Por qué? - xq, xk porque |

### Emoticones
Los emoticonos que expresan estados de ánimo como:
- :( tristeza
- :'( lloro
- :| decepción
- :S confusión
- :) alegría
- :D sonrisa
- xD carcajada
- ;) guiño
- :p sacar lengua
- |o bostezo

Los emoticonos que expresan dibujos como y suelen ir entre paréntesis:
- (L) corazón
- (K) beso
- (Y) pulgar arriba
- (N) pulgar abajo
- (R) arco iris
- (S) luna
- (#) sol
- (&) perro
- (@) gato
- (U) corazón partido
- (mp) móvil
- (so) pelota de fútbol
- ({) abrazo a la izquierda de un chico
- (}) abrazo a la derecha de una chica
- (M) MSN
- (T) teléfono
- (E) sobre, carta

## Mal uso del lenguaje SMS
El lenguaje de los SMS ha sido reiteradamente objeto de atención por parte de los profesionales del área de lingüística, así como por los docentes y padres: es una realidad evidente que en la comunicación por SMS operan cambios en todos los niveles de lengua. Este fenómeno alertó, principalmente, a las comunidades educativas y a los "guardianes de la lengua" (las academias, por ejemplo).
En la escritura de SMS confluyen dos fenómenos: por un lado, la creatividad propia de los jóvenes y, por el otro, las particularidades del teléfono móvil.
El principal problema que ha surgido con esta revolución ha sido que los jóvenes han asimilado muy fácilmente esta nueva forma de escritura y la han trasladado a otros campos en los que este lenguaje supone errores ortográficos, ausencia de puntuación, vocabulario simple, etcétera; denominándose "chaters" a este tipo de personas.